# Атамбаев, Сеидбек Алмазбекович
Сеидбек Алмазбекович Атамбаев (род. 2 июля 1976, Москва) — депутат Жогорку Кенеша Кыргызской Республики VII созыва (с 2021 года). Член Комитета по топливно-энергетическому комплексу, недропользованию и промышленной политике Жогорку Кенеш VII созыва (с декабря 2022 года).

## Биография

### Детство
Родился 2 июля 1976 года в Москве.

### Образование
В 1991 году завершил обучение в школе № 67 города Бишкека.
С 1991 по 1995 годы проходил обучение в Бишкекском архитектурно-строительном техникуме. Получил специальность - «техник-технолог».
С 1996 по 1998 годы обучался в Кыргызском государственном университете строительства, транспорта и архитектуры. Получил специальность — «инженер-строитель».
С 2006 по 2008 годы проходил обучение обучался в Академии управления при президенте Киргизии по специальности «Управление бизнесом». В том же году прошёл стажировку по программе Invent в Германии .

### Трудовая деятельность
С 1999 по 2000 годы работал в должности инженера-конструктора третьей категории. С 2000 по 2001 годы трудился слесарем второй категории и слесарем на сборочных работах.
С 2002 по 2003 годы — инженер-конструктор в ОсОО «Асанда».
С 2003 по 2004 годя являлся руководителем отдела рекламы и продаж кыргызско-турецкого совместного предприятия ОсОО «Автомаш-Экол».
С 2005 по 2007 годы — финансовый аналитик в финансово-бухгалтерском отделе предприятия «Кыргызавтомаш».
С 2007 по 2021 годы работал частным предпринимателем, соучредитель и руководитель ОсОО «Автомаш-Энерго».
С 2004 по 2010 годы являлся членом политической партии «СДПК».
С июня 2019 года по февраль 2021 года — лидер политической партии «Социал-Демократы».
В ноябре 2021 года избран депутатом VII созыва Жогорку Кенеша Кыргызской Республики от Аламудунского избирательного округа № 25. В 2022 году вошёл в состав комитета по топливно-энергетическому комплексу, недропользованию и промышленной политике Жогорку Кенеша.

### Семья
- Отец — Атамбаев Алмазбек Шаршенович, экс-президент Кыргызской Республики[4].
- Мать — Тенизбаева Бубуажар Бакировна

Женат, отец двоих сыновей.

## Награды
- Почётная грамота Жогорку Кенеша (2023).
- Почетная грамота МПА СНГ (2024).
- Почетная грамота от Парламентской Ассамблеи ОДКБ (2025).

### Спортивные Достижения
25 августа 2024 года под номером 870 Сеидбек Атамбаев переплыл Босфор из Азии в Европу за 01:19:04 и тем самым получил звание межконтинентальный пловец (CROSS-CONTINENTAL SWIMMER).

### Творчество
Издательством Hertfordshire Press был подготовлен второй выпуск британского арт-каталога The Great Steppe Treasury, отражающий разнообразие искусств, культуры и творчества Евразийского региона, в который вошли несколько произведений изобразительного искусства Сеида Атамбаева.